# Louvières-en-Auge
Louvières-en-Auge település Franciaországban, Orne megyében. Lakosainak száma 95 fő (2022. január 1.). Louvières-en-Auge Montreuil-la-Cambe, Fontaine-les-Bassets és Trun községekkel határos.

## Népesség
A település népességének változása:
| Lakosok száma | 76   | 71   | 70   | 76   | 82   | 88   | 91   | 93   | 95   |
|               | 2013 | 2015 | 2016 | 2017 | 2018 | 2019 | 2020 | 2021 | 2022 |